# کدواگو
کدواگو (به لاتین: Kédougou Department) یک منطقهٔ مسکونی در سنگال است که در کدوگو واقع شده‌است. کدواگو ۱۶٬۸۹۶ کیلومتر مربع مساحت و ۷۸٬۵۲۲ نفر جمعیت دارد.